# Tabla

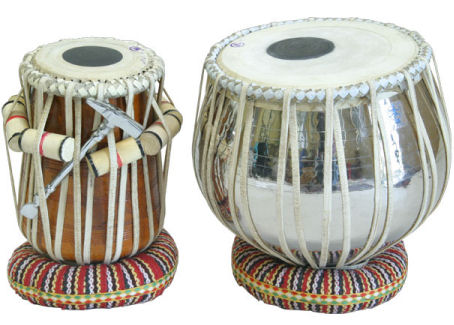
Tabla

Tabla – instrument muzyczny z grupy membranofonów. 
Jest to para drewnianych, glinianych lub miedzianych kociołków, gra się na nich kiściami dłoni lub palcami. Membrany obu naciąga się rzemieniami.

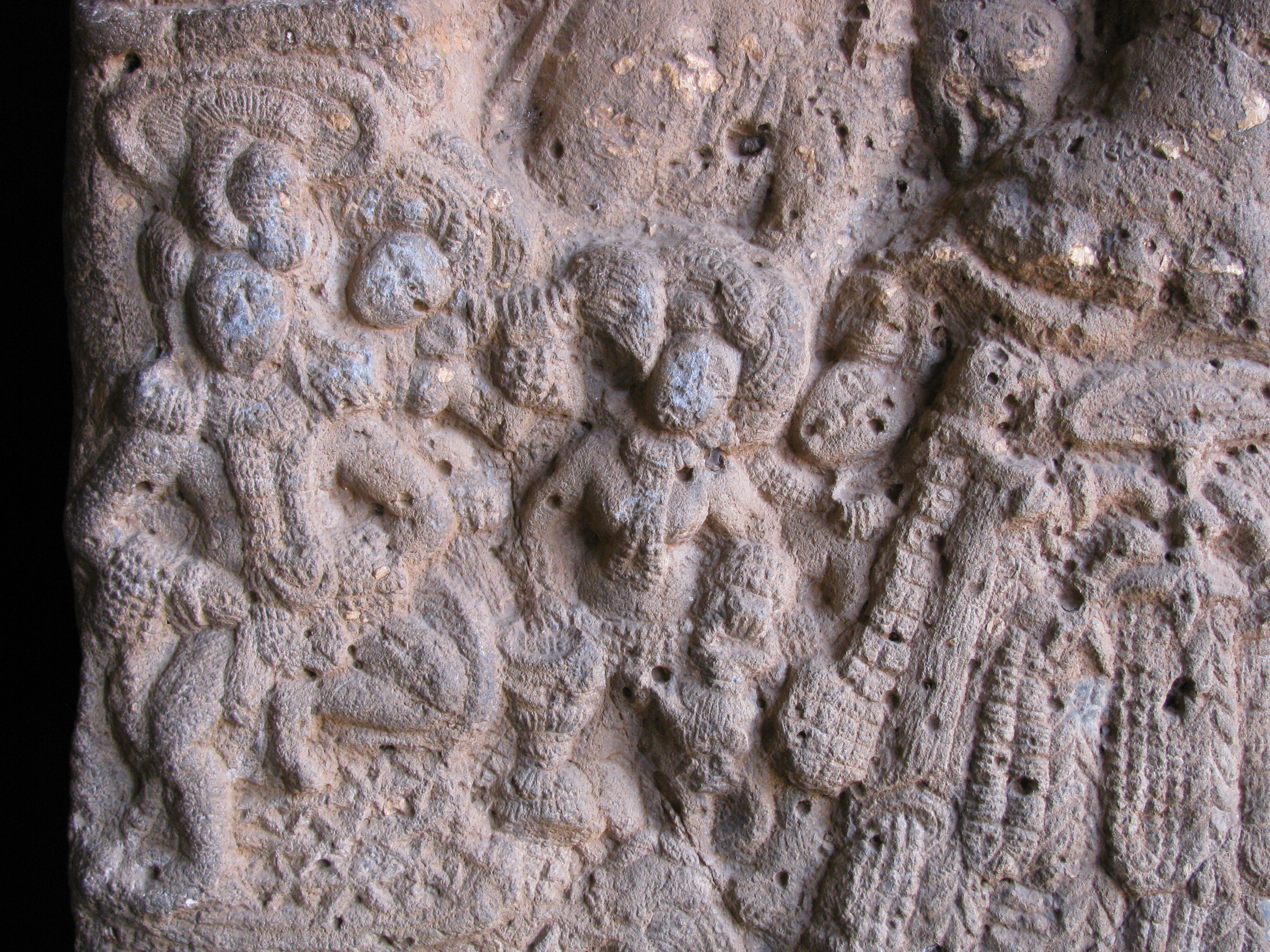
Rzeźby w jaskiniach w Bhaja w stanie Maharashtra, datowane na 200 r. p.n.e., pokazują kobiety, z których jedna gra na tablach, a druga tańczy.

Tablę wynaleziono w Indiach. Tradycyjnie niektórzy uważają, że wynalazł ją Amir Chusro, jednak poza tradycją nic tej teorii nie wspiera. Jest jednak całkiem prawdopodobne, że instrument przypominający tablę istniał znacznie wcześniej, przed 200 r. Istnieje wiele innych rzeźb z wyobrażeniem tabli w świątyniach w całych Indiach (np. rzeźba z XII w. p.n.e. w świątyni Hoysala w Karnatace).
Tabla wraz z innymi instrumentami (sitar, sarod, saranga) towarzyszą klasycznym indyjskim śpiewom i tańcom lub są traktowane jako instrument solowy. Europejska i północnoamerykańska muzyka popularna drugiej poł. XX w. odkryła te instrumenty dla list przebojów (The Beatles, Blancmange), a w jazzie używane były w jazzrockowych grupach Milesa Davisa w latach 70.